# Леди Макбет Мценского уезда
«Ле́ди Ма́кбет Мце́нского уе́зда» — повесть (по определению автора — очерк) Николая Лескова, написанная в 1864 году.

## История написания и публикации
Лесков начал писать «Леди Макбет Мценского уезда» осенью 1864 года, определив жанр произведения как очерк. Впервые повесть опубликована в январе 1865 года в журнале «Эпоха» под заглавием «Леди Макбет нашего уезда» как «1-й № серии очерков исключительно одних типических женских характеров нашей (окской и частию волжской) местности». Окончательное название появилось при публикации в 1867 году в сборнике «Повести, очерки и рассказы М. Стебницкого» после значительной стилистической переработки журнального варианта. Сам Лесков называл свою повесть историей мрачной, в строгих тонах выдержанным этюдом о сильном и страстном женском характере. Повесть должна была стать началом цикла о характерах русских женщин. За «Леди Макбет» должны были последовать «Грациэлла» (дворянка), «Майорша Поливодова» (старосветская помещица), «Февронья Роховна» (крестьянская раскольница) и «Бабушка Блошка» (повитуха). Однако цикл написан так и не был, видимо, отчасти из-за того, что журнал «Эпоха», где предполагалось его опубликовать, вскоре закрылся.
Название содержит аллюзию на рассказ И. С. Тургенева «Гамлет Щигровского уезда» (1849).
Действующие лица не имеют прямых прототипов, являясь собирательными образами, однако место действия можно определить с достаточной точностью — это Орловская область, город Мценск, улица Старо-Московская (ныне Ленина), д. 8.

### Ударение в названии
Несмотря на то, что правильным в имени шекспировского персонажа является ударение Макбе́т, в названии повести Лескова ударение традиционно падает на первый слог по ряду причин. Во-первых, во времена Лескова в переводах Шекспира ударение ставилось на первом слоге:

Барабанов слышен бой!
Это Макбет, наш герой!

<…>

С тобой же, Макбет, мы поспорим насмерть,

Иль меч в ножны вложу я без удара…— В. Шекспир. Макбет. Перевод А. И. Кронеберга
Во-вторых, при ударении Макбе́т сбивается ритм заглавия, что невозможно для Лескова с его приверженностью к языковой игре и силлабо-тонической метризации в своих текстах. Название в первой публикации «Леди Макбет нашего уезда» с тем же ритмом также говорит в пользу ударения на первом слоге.

## Сюжет

Бронзовая скульптура героини рассказа Катерины Измайловой, у памятника Н. С. Лескову в Орле

Основная героиня — молодая купчиха Катерина Львовна Измайлова.
Её муж постоянно в работе, в отлучках. Ей скучно и одиноко в четырёх стенах большого богатого дома. Супруг Зиновий Борисович бесплоден, но вместе со своим отцом попрекает жену.
Катерина влюбляется в молодого красивого приказчика Сергея, который всячески добивается её внимания. Постепенно её увлечение переходит в страсть, любовники ночуют вместе, пока муж в отъезде. Она на всё готова для своего возлюбленного.
Начинается череда убийств: сначала Катерина Львовна отравляет свёкра, чтобы спасти Сергея, которого свёкор запер в погребе, затем вместе с Сергеем убивает своего мужа, а потом душит подушкой малолетнего племянника Федю, который мог бы оспорить её права на наследство.
Однако в этот момент со двора врывается толпа идущих из церкви мужиков: один из них заглянул в окно и увидел сцену убийства. Вскрытие доказывает, что Федя умер от удушья. Сергей после слов священника о Страшном Суде не только сознаётся в убийстве Феди, но и просит откопать зарытого им без погребения Зиновия Борисовича; Катерина же хладнокровно всё отрицает, пока не узнаёт о признании Сергея, после чего столь же хладнокровно признаётся в совершённом. Убийцы предстают перед судом и после наказания плетьми идут на каторгу.
Сергей теряет интерес к Катерине, как только она перестаёт быть богатой купчихой. Он уже увлечён другой узницей, Сонеткой, он ухаживает за ней на глазах у Катерины, смеётся над её любовью. В финале окончательно опустошённая душой Катерина хватает Сонетку и тонет вместе с ней в холодных водах реки Волги.

## Критики о повести
Героиню повести, Катерину Измайлову, критики (П. П. Громов, Б. М. Эйхенбаум и др.) сравнивают с Катериной Кабановой, героиней пьесы А. Н. Островского «Гроза»:

Героиня повести Лескова явственно противопоставлена автором Катерине Кабановой из «Грозы» Островского. Героиня гениальной драмы Островского не сливается с бытом, её характер находится в резком контрасте со сложившимися житейскими навыками… По описанию поведения Катерины Измайловой никто и ни при каких обстоятельствах не определил бы, о какой именно молодой купчихе рассказывается. Рисунок её образа — бытовой шаблон, но шаблон, прочерченный до того густой краской, что он превращается в своеобразный трагический лубок.

Обе молодые купеческие жены тяготятся «неволей», застывшим, предопределённым укладом купеческой семьи, обе — натуры страстные, идущие в своём чувстве до предела. В обоих произведениях любовная драма начинается в момент, когда героинями овладевает роковая, незаконная страсть. Но если Катерина Островского воспринимает свою любовь как страшный грех, то в Катерине Лескова просыпается что-то языческое, первобытное, «решительное» (не случайно упоминается о её физической силе: «в девках страсть сильна была… даже мужчина не всякий одолевал»). Для Катерины Измайловой не может существовать никакого противодействия, её не пугает даже каторга: «с ним (с Сергеем) ей и каторжный путь цветёт счастием». Наконец, гибель Катерины Измайловой в Волге в финале повести заставляет вспомнить самоубийство Катерины Кабановой. Критиками переосмысляется и характеристика островской героини «луч света в тёмном царстве», данная Добролюбовым:

О Катерине Измайловой можно было бы сказать, что она не луч солнца, падающий в темноту, а молния, порождённая самим мраком и лишь ярче подчёркивающая непроглядную темень купеческого быта.
— В. Гебель

## Инсценировки
- пьесы:
  - 1956 — инсценировка Лазаря Петрейко
  - 1970-е — инсценировка А. Винера
- 1932 — опера Д. Д. Шостаковича «Леди Макбет Мценского уезда» (во второй редакции — «Катерина Измайлова»). Либретто Д. Шостаковича и В. Прейса.
- 1970-е — музыкальная драма «Свет мой, Катерина» Г. Бодыкина
- 2001 — инсценировка Олега Богаева

## Постановки в театре
- 1935 — Студия Дикого, Москва, режиссёр Алексей Дикий
- 1970-е — Чтецкий спектакль А. Верновой и А. Федоринова (Москонцерт)
- 1978 — Пражский молодёжный театр «Рубин», режиссёр Зденек Потужил
- 1979 — Московский академический театр им. Вл. Маяковского, в роли Катерины — Наталья Гундарева
- 2001 — Екатеринбургский государственный академический театр драмы, инсценировка О. Богаева, режиссёр Валерий Пашнин, в роли Катерины — Ирина Ермолова
- 2009 — Омский государственный академический театр драмы, режиссёр Анна Бабанова, в роли Катерины — Юлия Пошелюжная
- 2010 — Московский театр Олега Табакова, режиссёр А. Мохов
- 2010 год - Тобольский драматический театр
- 2013 — МТЮЗ, Москва, режиссёр Кама Гинкас, в роли Катерины — Елизавета Боярская
- 2014 — Приднестровский государственный театр драмы и комедии им. Аронецкой, режиссёр Дмитрий Ахмадиев
- 2016 — Московский музыкальный театр «Геликон-опера» под руководством Дмитрия Бертмана
- 2017 — Московский театр О. Табакова «Катерина Ильвовна» исполнительница роли Катерины Ирина Пегова
- 2013 — Иркутский академический драматический театр имени Охлопкова, спектакль «Наваждение Катерины», постановка Алексея Песегова, исполнительница роли Катерины — Анастасия Пушилина
- 2021 — Московский драматический театр имени М. Н. Ермоловой, исполнительница роли Катерины — Кристина Асмус
- 2022 — Волгоградский Новый экспериментальный театр, исполнительница роли Катерины — Виолетта Койфман
- 2024 — Новосибирский государственный академический театр «Красный факел», исполнительница роли Катерины — Юлия Новикова

## Экранизации и постановки
- 1916 — «Катерина-душегубка», режиссёр А. Аркатов (фильм не сохранился)[9]
- 1926 — «Катерина Измайлова», советский фильм режиссёра Чеслава Сабинского, в ролях Елена Егорова (Катерина), Николай Симонов (Сергей)
- 1962 — «Сибирская леди Макбет», фильм польского режиссёра Анджея Вайды, снятый в Югославии. В ролях Оливера Маркович (Катерина), Люба Тадич, Миодраг Лазаревич
- 1966 — «Катерина Измайлова», советский фильм-опера, режиссёр Михаил Шапиро, в ролях Галина Вишневская, Артем Иноземцев, Николай Боярский, Александр Соколов, Татьяна Гаврилова, Роман Ткачук, Вера Титова, Любовь Малиновская, Константин Адашевский
- 1989 — «Леди Макбет Мценского уезда», советско-швейцарский фильм режиссёра Романа Балаяна. в ролях Наталья Андрейченко (Катерина Измайлова), Александр Абдулов (Сергей), Николай Пастухов (Зиновий Борисович) и Татьяна Кравченко (Аксинья).
- 1992 — «Леди Макбет Мценского уезда», мюзикл чешского режиссёра Петра Вейгла, снятый в Германии.
- 1994 — «Подмосковные вечера», режиссёр Валерий Тодоровский
- 2002 — «Леди Макбет Мценского уезда», испанский мюзикл, режиссёр Тони Баргальо.
- 2016 — «Леди Макбет», британский фильм режиссёра Уильяма Олройда с Флоренс Пью в главной роли.[10]